# Miguel Borja
Miguel Ángel Borja Hernández (Tierralta, 26 januari 1993) is een Colombiaaanse voetballer die doorgaans als aanvaller speelt. Hij speelt voor River Plate. Borja debuteerde in 2016 in het Colombiaans voetbalelftal.

## Carrière
Borja stroomde door vanuit de jeugd van Deportivo Cali, maar speelde hiervoor nooit in het eerste elftal. De club verhuurde hem aan achtereenvolgens Cúcuta, Cortuluá en La Equidad, waar hij ervaring opdeed in zowel de Primera A als de Primera B. Cali liet hem in september 2015 vervolgens definitief vertrekken, naar Livorno, op dat moment actief in de Serie A. Ook tijdens zijn dienstverband hier bracht hij meer tijd op huurbasis elders, dan bij zijn daadwerkelijke werkgever door. Borja speelde onder meer geheel 2015 voor Santa Fe, waarmee hij zowel de Copa Sudamericana als de Superliga Colombiana won.
Borja keerde in januari 2016 definitief terug naar Colombia om voor de tweede keer in zijn carrière voor Cortuluá te gaan spelen, nu in de Primera A in plaats van de Primera B. Hij maakte in een halfjaar 19 doelpunten in 21 wedstrijden en werd daarmee topscorer van de Apertura 2016. Titelkandidaat Atlético Nacional haalde Borja daarop in juli 2016 naar Medellín. Hier scoorde hij vijf keer in de vier wedstrijden die hij meedeed in de dat jaar gewonnen Copa Libertadores; alle vier de doelpunten van Atlético Nacional in de (dubbele) halve finale tegen São Paulo en het winnende en beslissende doelpunt in de tweede finalewedstrijd tegen Independiente del Valle. Borja scoorde ook vijf keer in de zes wedstrijden die hij meedeed in het eveneens gewonnen toernooi om de Copa Colombia. Daarmee was hij dat jaar topscorer in het Colombiaanse bekertoernooi. Borja nam in december met Atlético Nacional deel aan het WK voor clubs 2016.
Borja verruilde Atlético Nacional in februari 2017 voor Palmeiras, de kampioen van de Série A in het voorgaande seizoen.

## Interlandcarrière
Borja won met Colombia –20 het Zuid-Amerikaans kampioenschap –20 van 2013 en nam later dat jaar met datzelfde team deel aan het WK –20 van 2013. Hij maakte in 2016 deel uit van het Colombiaans olympisch team op de Olympische Zomerspelen in Rio de Janeiro. Hierop speelde hij in drie van de vier wedstrijden die zijn ploeg actief was op het toernooi, waaronder de kwartfinale tegen Brazilië (2–0 verlies). Borja maakte op 11 oktober 2016 zijn debuut in het Colombiaans voetbalelftal, in een kwalificatiewedstrijd voor het WK 2018 thuis tegen Chili (0–0). Hij speelde die dag één helft en werd bij aanvang van de tweede vervangen door Radamel Falcao.
Bondscoach José Pékerman nam Borja mee naar het WK 2018 in Rusland. Daar begon Colombia met een nederlaag tegen Japan (1–2), waarna de ploeg in de resterende twee groepswedstrijden te sterk was voor Polen (3–0) en Senegal (1–0). In de achtste finales werden de Colombianen na strafschoppen uitgeschakeld door Engeland (3–4), nadat beide teams in de reguliere speeltijd waren bleven steken op 1–1. Borja kwam als invaller in één duel in actie voor zijn vaderland.

## Erelijst
| Competitie                    | Aantal   | Jaren    |          |          |
| Santa Fe                      | Santa Fe | Santa Fe | Santa Fe | Santa Fe |
| ----------------------------- | -------- | -------- | -------- | -------- |
| Copa Sudamericana             | 1x       | 2015     |          |          |
| Superliga Colombiana          | 1x       | 2015     |          |          |
| Atlético Nacional             |          |          |          |          |
| Copa Libertadores             | 1x       | 2016     |          |          |
| Copa Colombia                 | 1x       | 2016     |          |          |
| Palmeiras                     |          |          |          |          |
| Campeonato Brasileiro Série A | 1x       | 2018     |          |          |
| Junior                        |          |          |          |          |
| Superliga Colombiana          | 1x       | 2020     |          |          |

1 Armani ·
2 Maidana ·
3 Gallardo ·
4 Moreira ·
5 Zuculini ·
6 Lollo ·
7 Mora ·
8 Quintero ·
9 Álvarez ·
10 Martínez ·
11 De La Cruz ·
12 Centurión ·
14 Lux ·
15 Palacios ·
16 Sibille ·
17 Martínez ·
18 Mayada ·
19 Borré ·
20 Casco ·
21 Ferreira ·
22 Pinola ·
23 Ponzio  ·
24 Pérez ·
25 Bologna ·
26 Fernández ·
27 Pratto ·
28 Martínez ·
29 Montiel ·
30 Rollheiser ·
31 García ·
32 Scocco ·
33 Picazzo ·
34 Beltrán ·
35 Moya ·
36 Vera ·
37 Aguirre ·
39 Olivera ·
40 Salto ·
41 Petroli ·
Coach: Gallardo
· Assistent-coach: Biscay
· Assistent-coach: Buján
1 Ospina ·
2 Zapata ·
3 Murillo ·
4 Arias ·
5 Barrios ·
6 Sánchez ·
7 Bacca ·
8 Aguilar ·
9 Falcao  ·
10 Rodríguez ·
11 J. Cuadrado ·
12 Vargas ·
13 Mina ·
14 Muriel ·
15 Uribe ·
16 Lerma ·
17 Mojica ·
18 Díaz ·
19 Borja ·
20 Quintero ·
21 Izquierdo ·
22 J.F. Cuadrado ·
23 Sánchez ·
Coach: Pékerman